# Râul Luncuța, Pârâul Negru
Râul Luncuța este un curs de apă, afluent al Pârâului Negru. 